# Statut piotrkowski (1496)
Statut piotrkowski – zespół przepisów prawnych wprowadzony 1 czerwca 1496 (za panowania Jana I Olbrachta), za cenę udziału szlachty w wyprawie na Mołdawię.

## Postanowienia
Statut piotrkowski polepszał położenie prawne szlachty w Polsce, nadając jej rozliczne przywileje. Zabraniały m.in. mieszczanom obejmowania urzędów i nabywania posiadłości gruntowych „prawem ziemskim”, zezwalały szlachcie na wywożenie i sprowadzanie towarów bez cła, ustanawiały wolność spławu i zabraniały chłopom opuszczać wsi. Odtąd tylko jeden chłop w roku mógł opuścić wieś oraz tylko jeden przedstawiciel rodziny chłopskiej mógł zmienić zawód i przenieść się do miasta (jeśli był to jedynak musiał pozostać na wsi). Potwierdzono prawo, że wojewoda mógł decydować o cenach wyrobów rzemieślniczych (taksy wojewodzińskie). Doraźnym celem politycznym nadania statutów piotrkowskich było zjednanie sobie szlachty przez króla.